# Roberto Ransom
Roberto Ransom Carty (Ciudad de México, 1960) es un escritor mexicano. Considerado como uno de los autores más originales de México, su obra publicada incluye novelas, colecciones de cuentos, poesía, un ensayo sobre Graham Greene y una obra sobre México, así como varios libros infantiles galardonados. Es miembro del Sistema Nacional de Creadores de Arte.

## Primeros años
Nació en la Ciudad de México siendo segunda generación de una familia hiberno-estadounidense que emigró a México. Para su educación universitaria, Ransom aplicó a la Universidad Nacional Autónoma de México, donde estudió literatura dramática y teatro en la Facultad de Filosofía y Letras. Su tiempo allí lo introdujo al mundo artístico de México durante La Década Perdida de la década de 1980.
Después de casi una década de trabajar como periodista y escritor, Ransom recibió una beca Fulbright-García Robles y estudió una maestría y un doctorado en teología, ética y cultura en la Universidad de Virginia a fines de la década de 1990. Posteriormente, regresó a México para escribir y enseñar en la Universidad Autónoma de Chihuahua.

## Estilo de escritura
En la Facultad de Filosofía y Letras, y durante los inicios de su carrera, Roberto Ransom formó estrechas amistades con otros jóvenes escritores como Ana García Bergua, Tedi López Mills, Ignacio Padilla, y Jennifer Clement. Esta generación de escritores descubrió más allá del realismo mágico a través de obras que solo estaban implícitamente relacionadas con México o América Latina. En cambio, puso énfasis en la experimentación y la estructura mediante el uso de narraciones polifónicas y no lineales, así como narradores poco confiables y el uso del español mexicano. El trabajo de Ransom es único en el sentido de que también puede leerse como relacionado simultáneamente con la experiencia extranjera en México y con realidades extranjeras experimentadas a través de una sensibilidad mexicana sutil pero única.
El trabajo de Ransom también está influenciado por las tradiciones de escritura gótica inglesa y estadounidense. Su escritura ha sido descrita como "escritura clara y diáfana para historias oscuras y tortuosas" por la traductora estadounidense Edith Grossman, quien pasó a describir esta tensión como "un contraste devastador entre sustancia y estilo". Su escritura también ha sido considerada como encantadora, sutil y refinada, con personajes e intuiciones emocionalmente profundos. La escritura de Ransom a veces ha sido criticada por sus finales anticlimáticos, así como por narrativas intrincadas y exigentes que, si bien son atmosféricas, dependen en gran medida del desarrollo interno de los personajes que impulsan tramas que de otro modo serían escasas.
Tanto su novela Tale of Two Lions (Norton 2007), como la colección de cuentos Missing Persons, Animals, and Artists (Swan Isle Press/University of Chicago 2018), han sido traducidas y publicadas en inglés. Missing Persons, Animals, and Artists ha disfrutado de elogios de la crítica por su traducción de Daniel Shapiro, quien recibió subvenciones de PEN America, y el National Endowment for the Arts para su finalización.

## Vida personal
Roberto Ransom está casado y tiene tres hijos. Actualmente vive en Chihuahua, Chihuahua, donde es profesor titular de la Universidad Autónoma de Chihuahua.

## Obras seleccionadas
- Rescate Roberto. En esa otra tierra, Alianza Editorial (Ciudad de México), 1991. ISBN 9789683903648
- Rescate Roberto. Historia de dos leones, Ediciones El Aduanero (Naucalpan, México), 1994. ISBN 9789687517001
- Rescate Roberto. Saludos a la Familia, Universidad Autónoma de México, (Toluca, México) 1995. ISBN 9789688352816
- Rescate Roberto. Chanterelle, Instituto Mexiquense de Cultura, (Toluca, México) 1997. ISBN 9789684843585
- Rescate Roberto. Desaparecidos, animales y artistas, Consejo Nacional para la Cultura y las Artes (Ciudad de México, México), 1999. ISBN 9789701838440
- Rescate Roberto. La línea del agua, Joaquín Mortiz (Ciudad de México), 1999. ISBN 9789682707681
- Rescate Roberto. Te guardaré la espalda, Joaquín Mortiz (Ciudad de México), 2002. ISBN 9789682708756
- Rescate Roberto. Museo Marino, Instituto Chihuahuense de la Cultura (Chihuahua), 2004. ISBN 9789686862898
- Rescate Roberto. Los días sin Bárbara, Instituto Chihuahuense de la Cultura (Chihuahua), 2006. ISBN 9789707740273
- Rescate Roberto. João y el oso Antártica, Alfaguara Infantil (Ciudad de México), 2006. ISBN 9789681914370
- Reid Jasper (traductor) A Tale of Two Lions: A Novel, Norton (Nueva York, NY), 2007. ISBN 9780393329360
- Rescate Roberto. Vidas Colapsadas, Consejo Nacional para la Cultura y las Artes (Ciudad de México), 2012. ISBN 9786074559064
- Rescate Roberto. Carlos y los Objetos Perdidos, Alfaguara Infantil (Ciudad de México), 2012. ISBN 978-6071115935
- Rescate Roberto. La casa desertada: Graham Greene en México, Aldus Matadero (Ciudad de México), 2017. ISBN 9786079757038
- Shapiro, Daniel (traductor) Personas desaparecidas, animales y artistas, Swan Isle Press (Chicago), 2018. ISBN 9780997228717